# Mușchiul flexor radial al carpului

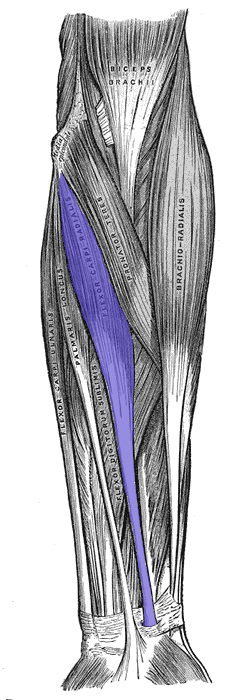
Mușchiul flexor radial al carpului (în albastru)

Mușchiul flexor radial al carpului (Musculus flexor carpi radialis) este un mușchi lung, fusiform, turtit antero-posterior, așezat în primul plan al mușchilor anteriori ai antebrațului pe fața anterioară a lui, lateral față de rotundul pronator. 

## Inserții
Are originea pe fața anterioară a epicondilului medial al humerusului (Epicondylus medialis humeri) (pe originea comună a flexorilor), pe fascia antebrahială (Fascia antebrachii) și pe septurile intermusculare fibroase învecinate care îl separă de rotundul pronator (Musculus pronator teres), lateral, și de palmarul lung (Musculus palmaris longus), medial. 
Fasciculele musculare se îndreaptă apoi în jos și lateral, iar la partea mijlocie a antebrațului converg către un tendon lung. Acesta tendon trece înapoia retinaculului flexorilor (Retinaculum flexorum) și se inseră printr-o expansiune fibroasă, pe fața anterioară (volară) a bazei metacarpianului (Basis metacarpalis) al II-lea, adesea și pe baza metacarpianul al III -lea.

## Raporturi
Proximal este acoperit de aponevroza mușchiului biceps (Aponeurosis bicipitalis) și de mușchiul palmar lung (Musculus palmaris longus).   
Pe antebraț fața superficială este acoperită de fascia antebrahială (Fascia antebrachii) și piele; fața profundă acoperă mușchiul flexor superficial al degetelor (Musculus flexor digitorum superficialis) și mușchiul flexor lung al policelui (Musculus flexor pollicis longus). Lateral, se află mușchiul rotund pronator (Musculus pronator teres), care merge divergent față de mușchiul flexor radial al carpului.
La jumătatea antebrațului tendonul mușchiului flexor radial al carpului coboară flancat lateral de tendonul mușchiului brahioradial (Musculus brachioradialis) și medial de cel al mușchiului palmar lung (Musculus palmaris longus).   
În treimea distală a antebrațului tendonul mușchiului flexor radial al carpului participă împreună cu tendonul mușchiului brahioradial la delimitarea șanțului pulsului, în care se află artera radială (Arteria radialis) și ramura superficială a nervului radial (Ramus superficialis nervi radialis). Între tendonul mușchiului flexor radial al carpului și cel al mușchiului palmar lung se află alt șanț prin care trec tendoanele mușchiului flexor superficial al degetelor (Musculus flexor digitorum superficialis) și nervul median (Nervus medianus). Șanțul pulsului are o importanță deosebită în practica medicală, la acest nivel palpându-se pulsul arterei radiale și servește, de asemenea, în medicina operatorie la descoperirea acestei artere, situată lateral de tendonul flexorului radial al carpului, cât și a nervului median, situat medial de el. 
La gâtul mâinii tendonul mușchiului flexor radial al carpului trece înapoia retinaculului flexorilor spre palmă (împreună cu tendoanele mușchilor flexori ai degetelor și nervul median) printr-un canal osteofibros propriu, numit loja laterală a canalului carpian care este delimitată lateral de scafoid și medial de două lame fibroase. În loja laterală a canalului carpian acest tendon se află în șanțul osului trapez, unde prezintă o bursă seroasă.

## Acțiune
Este un puternic flexor al mâinii pe antebraț și slab flexor al antebrațului pe braț. 
Este de asemenea, un slab abductor al mâinii și pronator al antebrațului, când mâna este în extensie.

## Inervația
Inervația este dată de o ramură a nervului median [neuromer C6-C7 (C8)].

## Vascularizația
Vascularizația este asigurată de artera recurentă ulnară (Arteria recurrens ulnaris) și artera radială (Arteria radialis).